# Киреевский (хутор)
Киреевский — хутор в Серафимовичском районе Волгоградской области.
Входит в состав Трясиновского сельского поселения.

## География
Находится рядом с хутором Минаевский, южнее хутора Киреевский проходит автомобильная дорога 18-А2.
На хуторе имеются: переулок Кленовый и улица Лесная.

## Население
| 2010 |
| ---- |
| 6    |